# Selenops secretus
Selenops secretus är en spindelart som beskrevs av Hirst 1911. Selenops secretus ingår i släktet Selenops och familjen Selenopidae.
Artens utbredningsområde är Seychellerna. Inga underarter finns listade i Catalogue of Life.